# Anton Schittenhelm

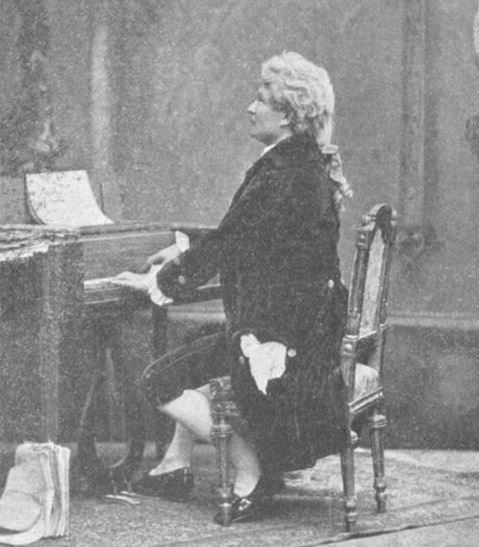
Anton Schittenhelm, als W. A. Mozart in der Oper "Der Schauspieldirektor."

Anton Schittenhelm  (14. Februar 1849 in Olbersdorf, Österreichisch-Schlesien – 13. März 1923 in Wien) war ein österreichischer Opernsänger der Stimmlage Tenor. Er gehörte von 1875 bis 1903 dem Ensemble der Wiener Hofoper an und zählte mit mehr als 2.500 Auftritten zu den meistbeschäftigten Mitgliedern des Hauses.

## Leben und Werk
Schittenhelm begeisterte sich schon früh für Musik. Er sang als Knaben-Altist in der Kirche und lernte Violine, Bratsche und Klavier. Er trat als Lehrling in die Zentraleuropäische Länderbank ein, wurde Beamter und arbeitete als Effektenkassierer. 1873 schloss er sich als Mitglied dem Wiener Männergesang-Verein an, wo er in seiner Freizeit im Chor sang und wo man ihn auch rasch für solistische Tätigkeit als geeignet ansah. Daraufhin ließ er sich stimmlich von Heinrich Ruff und Friedrich Schmitt ausbilden. Im Januar 1875 trat er als Solist in Liszts Faust-Sinfonie in Wien erstmals öffentlich auf. Er erregte die Aufmerksamkeit des neuen Hofoperndirektors Franz Jauner und konnte am 17. Juni 1885 als Walther von der Vogelweide in Wagners Tannhäuser im Haus am Ring debütieren. Er wurde sofort als Solosänger engagiert und blieb dem berühmten Opernhaus ununterbrochen 28 Jahre lang verbunden. Er trat in einer Vielzahl von Rollen auf und deckte dort ein breites Spektrum ab, war in der komischen Oper, der Operette und dem alpenländischen Singspiel ebenso einsetzbar wie im sogenannt schweren Fach, bei Verdi, Wagner und Richard Strauss. Er galt als eines der vielseitigen Ensemblemitglieder, wie sie für den Repertoirebetrieb unentbehrlich sind. Anfangs wurden ihm überwiegend Comprimario-Rollen zugeteilt, im Lauf der Zeit bekam er auch Hauptrollen anvertraut, überwiegend aus dem lyrischen Fach in Werken italienischer und französischer Provenienz – Graf Almaviva im Barbier von Sevilla und Arturo in Lucia di Lammermoor, Lorenzo in Fra Diavolo, Alfonso in der Stummen von Portici, Don Alvaro in der Afrikanerin oder Tybalt in Gounods Romeo und Julia. Im deutschen und slawischen Fach war sein Repertoire noch viel weiter gespannt. Er sang die klassischen Buffo-Rollen bei Mozart, Smetana und Richard Wagner – Pedrillo in der Entführung aus dem Serail, Monostatos in der Zauberflöte, Wenzel in der Verkauften Braut und David in den Meistersingern von Nürnberg, übernahm lyrische Partien, wie den Tamino, aber auch Rollen eines Jugendlichen Heldentenors, wie den Max im Freischütz und den Conrad in Hans Heiling. Im Rheingold interpretierte er drei völlig konträre Charaktere – Froh, Loge und Mime. Als Charakterstudie angelegt war seine Darstellung des Dr. Blind der Johann Strauß'schen Fledermaus, die er in 43 Vorstellungen zeigte. Übrigens wirkte Anton Schittenhelm 1892 auch an der Uraufführung der einzigen Oper von Johann Strauß mit, des Ritter Pásmán. Der Sänger war mit mehr als 2.500 Vorstellungen eines der meistbeschäftigten und zuverlässigsten Mitglieder des Ensembles, nicht nur Stimme und Technik fanden Anerkennung bei Publikum und Kritik, auch seine eindringliche Rollengestaltung. 1903 wurde er pensioniert.
Er war auch als Konzertsänger bekannt. Kurz vor seiner Pensionierung, 1902, wurde er als Mitglied der Hofmusikkapelle aufgenommen und blieb dort bis 1921 als Violinist tätig. Ab 1904 fungierte er als Amanuensis am Archiv und der Bibliothek der Gesellschaft der Musikfreunde in Wien. Er starb 1923 nach langer schwerer Krankheit.